# Mijaíl Promtov
Mijaíl Nikolayevich Promtov (Poltava, Imperio ruso; 12 de junio de 1857 - Belgrado, Yugoslavia; 1950 o 1951) fue un teniente general, artillero del Ejército Imperial Ruso, participante de la guerra ruso-turca (1877-1878), la guerra ruso-japonesa, comandante de la I Guerra Mundial y participante en el Movimiento Blanco en el sur de Rusia, y finalmente emigrante.

## Biografía

### Educación, servicio militar en la guerra ruso-turca (1877-1878)
Ortodoxo. El hijo del mayor general de artillería Nikolái Dmitrievich Promtov. Educado en el gymnasium militar Petrovsky de Poltava. Entró en el servicio el 9 de agosto de 1874. En mayo de 1877 se graduó en la Escuela de Artillería Mijailovsky y fue liberado como teniente segundo de la 13.ª Brigada de Artillería, que tomó parte en la guerra ruso-turca (1877-1878). En diciembre de 1878, por el servicio militar, fue promovido a teniente. Después de la guerra, sirvió como adjunto sénior del jefe de artillería del 7.º Cuerpo de Ejército (1881-1898). En 1883 fue promovido a capitán del cuartel general y en 1899 a teniente coronel. Se graduó con éxito del curso de la Escuela de Oficiales de Artillería. En 1899 fue nombrado comandante de la 6.ª batería de la 26.ª brigada de artillería.

### Guerra ruso-japonesa
Junto a su batería, entró en la guerra ruso-japonesa a principios de 1904. Por el valor mostrado en las batallas cerca de Liaoyang en el destacamento del P.K. Rennenkampf, le fue concedida la Orden de San Jorge de 4.º grado en agosto de 1904 y fue promovido a coronel (1905). En junio de 1907 recibió las Armas Doradas de San Jorge. En 1907-1910 fue comandante de la 3.ª división de la 30.ª brigada de artillería. Por el entrenamiento de combate fue promovido a mayor general en 1911 con la designación de comandante de la 32.ª brigada de artillería.  Por servicio perfecto le fueron concedidas las órdenes de Santa Ana (1898); San Vladimir (1902) con espadas por coraje en batalla contra los japoneses (1905); San Vladimir con espadas (1909); San Estanislao (1912).

### I Guerra Mundial
Entró en la guerra como comandante de la 32.ª brigada de artillería. El 2 de noviembre de 1914 fue nombrado comandante de la 82.ª División de Infantería, que eran parte de las tropas que asediaban la fortaleza de Przemyśl. El 14 de febrero de 1915 fue promovido a teniente general. Durante la ofensiva general del Frente Suroccidental en 1916, era miembro del 9.º Ejército del General P. A. Lechitsky. A principios de junio de 1916, fue hecho comandante del Cuerpo Combinado del 9.º Ejército (82.ª y 103.ª Divisiones de Infantería). El cuerpo Promtov, junto con el 3.º Cuerpo de Caballería del General Conde F.A. Keller, se le confió la persecución del grupo sur en retirada del 7.º Ejército austrohúngaro. El 10 de junio de 1916, el cuerpo Promtov ocupó Suceava, capturando 27 oficiales, 1235 suboficiales, y 27 metralletas. En abril de 1917, comandó el 23.º Cuerpo de Ejército. A partir de septiembre de 1917 fue comandante del 11.º Ejército.
En diciembre de 1917, a iniciativa del Comité Militar Revolucionario, con la participación de S. V. Petlyura, Promtov fue destituido del puesto de comandante de ejército.

### Miembro del Movimiento Blanco
Al final de 1918 entró al servicio del Ejército de Voluntarios del General A.I. Denikin. En el otoño de 1919, comandó el 2.º Cuerpo de Ejército de la Unión de la Liga Federal de Justicia. Después de exitosas batallas con los Petliuristas durante la retirada general, el SSYUR hizo una retirada del área de Fastov-Bila Tserkva a la línea Znamenka-Nikopol. En lugar de cruzar el Dniéper en la retaguardia del 14.º Ejército Soviético e ir a Crimea para unirse al cuerpo, Ya. A. Slaschev recibió una orden del General N. N. Schilling de defender Odesa, lo que llamó el "error fatal" del General Schilling. Promtov, llevando a cabo la orden, dirigió el 2.º Cuerpo de Ejército a la ciudad ya abandonada por las tropas blancas. En enero de 1920, alejándose de Odesa, se unió a las unidades del General N.E. Bredov e hizo una retirada del área ocupada por el Ejército polaco. El 25-26 de febrero de 1920 fue internado con tropas en Polonia. En julio de 1920, con el resto de oficiales, fue enviado del campo a Crimea, donde fue nombrado al mando por el comandante en jefe del Ejército ruso, el P.N. Wrangel. Fue evacuado de Crimea con el ejército en noviembre de 1920.

### Vida en el exilio
Después de ser evacuado a Constantinopla, se trasladó a Yugoslavia, donde fue contratado por el Ministerio de Guerra. A partir del 11 de diciembre de 1924 fue Director del Cuerpo Ruso de Cadetes de Crimea. Permaneció en este puesto hasta 1929, cuando el cuerpo fue fusionado con el Cuerpo Ruso de Cadetes en Sarajevo en el 1.º Ruso del Gran Príncipe Konstantin Konstantinovich, el cuerpo de cadetes, cuyo director era el General B. V. Adamovich. A partir del 5 de noviembre de 1930 fue el jefe de los cursos militares del EMRO en Yugoslavia. Su artículo “Sobre la Historia de la Campaña de Breda” (Sentinel. 1933. N.º 107) provocó aguda controversia entre la comunidad de expatriados.
Murió en Belgrado en 1950 o 1951 con avanzada edad. Fue enterrado en el Cementerio Nuevo.

## Condecoraciones
- Orden de San Estanislao, 2.º grado (1894)
- Orden de Santa Ana, 2.º grado (1898)
- Orden de San Vladimir, 4.º grado (1902)
- espadas y lazo de la Orden de San Vladimir, 4.º grado (1905)
- Espada Dorada “por coraje” (VP 3.11, 1906)
- Orden de San Jorge, 4.º grado (VP 28 de julio de 1907)
- Orden de San Vladimir, 3.º grado (1909)
- Orden de San Estanislao, 1.º grado (1912)
- Orden de Santa Ana, 1.º grado con espadas (VP 13 de enero de 1915)
- Orden de San Vladimir, 2.º grado con espadas (VP 28 de enero de 1915)
- espadas de la Orden de San Estanislao, 1.º grado (VP 1 de mayo de 1915)
- Orden del Águila Blanca con espadas (VP 22 de octubre de 1915)